# Aleksandr Orlov
Aleksandr Orlov (russisk: Алекса́ндр Серге́евич Орло́в) (født den 8. august 1940 i Novosibirsk i Sovjetunionen) er en sovjetisk filminstruktør, skuespiller og manuskriptforfatter.

## Filmografi
- Zjensjjina, kotoraja pojot (Женщина, которая поёт, 1978)[1][2]